# Willa Ford

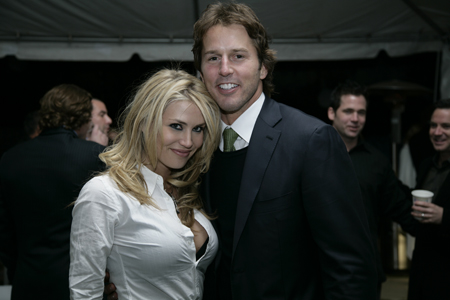
Willa Ford und Mike Modano (2007)

Willa Ford (* 22. Januar 1981 in Ruskin, Florida; eigentlich Amanda Lee Williford) ist eine US-amerikanische Popsängerin, Schauspielerin und ein Fotomodell.

## Leben
Im Alter von acht Jahren trat Ford im Chor Tampa Bay Children's Choir auf, drei Jahre später folgten Auftritte mit der Entertainment Revue. Bekannt wurde sie mit 16 Jahren als Freundin von Backstreet Boy Nick Carter.
Im Jahr 1999 unterschrieb sie einen Vertrag mit dem Label MCA. 2005 fungierte sie als erster Host des UFC-Erfolgsformates The Ultimate Fighter. Hier führte sie als Gastgeberin durch die Sendung und präsentierte die Teamspiele. Für die Ausgabe März 2006 des Männermagazins Playboy ließ Ford alle Hüllen fallen. Seit August 2007 ist sie mit dem ehemaligen NHL-Spieler Mike Modano (zuletzt Detroit Red Wings) verheiratet; im August 2012 gaben sie ihre Scheidung bekannt.
Im Jahr 2009 spielte sie in dem Film Freitag der 13. mit.

## Diskografie

### Studioalben
| Jahr | Titel          | Höchstplatzierung, Gesamtwochen, AuszeichnungChartsChartplatzierungen (Jahr, Titel, Platzierungen, Wochen, Auszeichnungen, Anmerkungen) | Anmerkungen                         |
| Jahr | Titel          | US | Anmerkungen                         |
| ---- | -------------- | --- | ----------------------------------- |
| 2001 | Willa Was Here | US56 (9 Wo.)US | Erstveröffentlichung: 17. Juli 2001 |

### Singles
| Jahr | Titel Album                   | Höchstplatzierung, Gesamtwochen, AuszeichnungChartsChartplatzierungen (Jahr, Titel, Album, Platzierungen, Wochen, Auszeichnungen, Anmerkungen) | Anmerkungen                        |
| Jahr | Titel Album                   | US | Anmerkungen                        |
| ---- | ----------------------------- | --- | ---------------------------------- |
| 2001 | I Wanna Be Bad Willa Was Here | US22 (20 Wo.)US | Erstveröffentlichung: 29. Mai 2001 |

weitere Singles
- 2001: Did Ya Understand That
- 2001: Santa Baby (Gimme, Gimme, Gimme)
- 2003: A Toast To Men (feat. Lady May)
- 2004: Sexy Sex Obsessive

## Filmografie (Auswahl)
- 2002: Raising Dad – Wer erzieht wen? (Fernsehserie, eine Folge)
- 2007: Anna Nicole
- 2008: Impulse – Tödliche Begierde (Impulse)
- 2009: Freitag der 13. (Friday the 13th)
- 2011: The Glades (Fernsehserie, eine Folge)
- 2011: Universal Squadrons
- 2012: Magic City (Fernsehserie, vier Folgen)
- 2012: Leverage (Fernsehserie, eine Folge)
- 2014: The Nurse
- 2015: Any Day
- 2015: Checkmate
- 2016: Submerged
- 2016: A Father’s Secret